# الدوري الإنجليزي لكرة القدم 1928–29
الدوري الإنجليزي لكرة القدم 1928–29 (بالإنجليزية: 1928–29 Football League)‏ هو موسم من دوري كرة القدم الإنجليزي. فاز فيه شيفيلد وينزداي.